# Monastero di San Michele Arcangelo di Panormitis
Il monastero di San Michele Arcangelo di Panormitis è un monastero greco-ortodosso dedicato all'Arcangelo Michele nell'isola greca di Simi, nell'arcipelago del Dodecaneso, nella metropolia di Simi. È uno dei più importanti luoghi di culto dedicati all'Arcangelo Michele fra i tredici, tra chiese e monasteri, presenti nell'isola.
Si trova nella parte meridionale dell'isola, presso il villaggio di Panormitis, di fronte a una cala con una spiaggia di sabbia bianca, protetta da una stretta insenatura che si apre su un ampio porto.  Alle spalle vi è una collina ricoperta di pini.

## Storia e descrizione

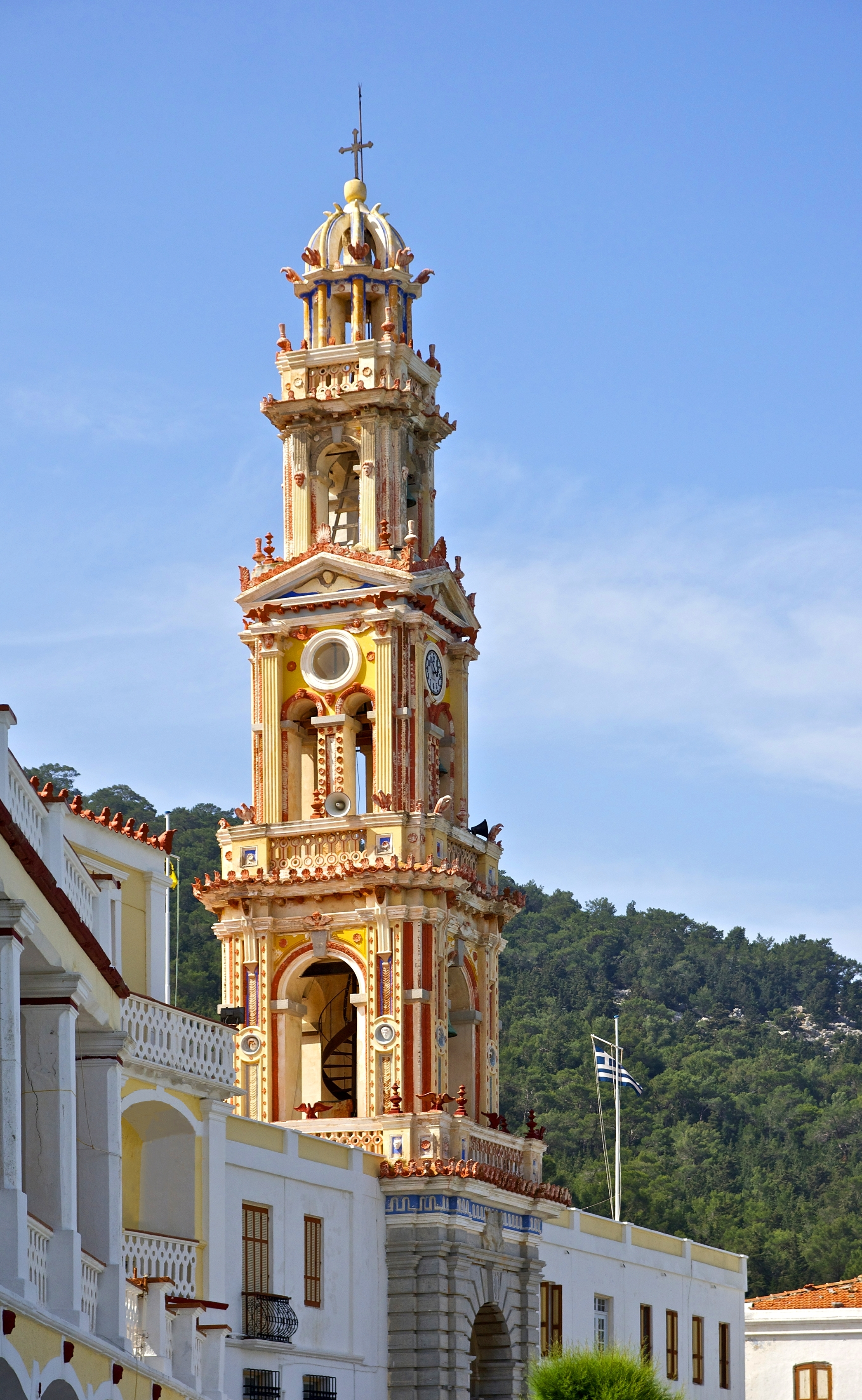
Il campanile della chiesa del monastero di San Michele Arcangelo a Panormitis

La data storica esatta della costruzione della chiesa non è nota ma vi sono indicazioni che sia stata eretta verso il 450 d.C. sul luogo ove sorgeva un antico tempio dedicato al dio Apollo. È certo comunque che l'attuale chiesa ha subito radicali interventi di restauro nel XVIII secolo, raggiungendo il livello attuale. Il campanile fu eretto nel 1911.

### L'esterno
Il monastero è un ampio edificio in stile veneziano il cui ingresso è sovrastato da un campanile barocco. La facciata della struttura principale è di colore bianco e si estende lungo la costa da entrambi i lati dell'ingresso principale. Le due file di edifici furono erette da italiani dopo la seconda guerra mondiale e contengono appartamenti che possono essere affittati da turisti.

### L'interno
All'interno del monastero vi è un'ampia corte pavimentata e abbellita da alberi e piante esotiche. La chiesa si trova sulla sinistra della corte e contiene un'icona alta due metri e ricoperta di foglie d'argento, che rappresenta l'arcangelo. Tutto l'interno della chiesa è ricoperto da icone (di particolare interesse quella murale nella parte posteriore, rappresentante La caduta degli angeli) ed è decorata da elaborati candelabri.

### L'icona dell'Arcangelo Michele di Panormitis
Nella chiesa vi è la famosa icona dell'Arcangelo Michele di Panormitis, che non è solo considerato il santo patrono dell'isola, ma anche il protettore dei marinai dell'intero Dodecanneso.
Una delle leggende sull'icona dice che questa apparve miracolosamente, fu rimossa e riapparve sempre allo stesso posto.

### Musei e biblioteca
Il monastero ospita due musei. Uno espone una ricca collezione di arte religiosa con pontificali, oggetti liturgici, icone d'argento, epitaffi russi e modellini di navi ex-voto provenienti da oltremare. L'altro espone elementi del folclore locale riguardanti la pesca, l'agricoltura e la pastorizia. 
Vi è anche una biblioteca di manoscritti bizantini e di edizioni di contenuto ecclesiastico, storico e filologico, nonché una galleria di dipinti del paesaggio e del monastero e le sue due cappelle. Vi è anche un memoriale in ricordo di un ex abate, due monaci e due insegnanti che nel 1944 furono giustiziati per aver mantenuto un collegamento clandestino via radio con commando inglesi.

### Trasporti
L'ostello del monastero può ospitare fino a 500 persone. Esso può essere raggiunto via mare con ferry-boat o con imbarcazioni da diporto, mentre è collegato con gli altri villaggi dell'isola di Simi attraverso strade. La distanza dall'insediamento principale dell'isola richiede circa sei ore a piedi o circa mezz'ora con i mezzi pubblici.